# Lac Romanet
Der Lac Romanet ist ein See im Nordosten der kanadischen Provinz Québec.

## Lage
Der Lac Romanet befindet sich 220 km südlich der Ungava Bay im Zentrum der Labrador-Halbinsel. Der See liegt im Bereich des Kanadischen Schildes auf einer Höhe von etwa 303 m. Der Lac Romanet weist eine offene Wasserfläche auf. Seine Länge beträgt 23 km, seine Breite 7 km. Der See hat eine Fläche von 88 km. Er wird nach Nordwesten durch den Rivière Romanet zum Lac Nachicapau entwässert.

## Etymologie
Der Lac Romanet sowie dessen Abfluss wurden nach Louis Romanet, einem der Gründer des heutigen Kuujjuaq Anfang des 20. Jahrhunderts, benannt.